# Dicranoloma atlanticum
Dicranoloma atlanticum är en bladmossart som beskrevs av Edwin Bunting Bartram 1959. Dicranoloma atlanticum ingår i släktet Dicranoloma och familjen Dicranaceae. Inga underarter finns listade i Catalogue of Life.